# PSR B1257+12 d
PSR B1257+12 d ou Phobétor, anciennement PSR B1257+12 C, est une exoplanète rocheuse orbitant autour de PSR B1257+12 (alias Lich), un pulsar milliseconde située à une distance d'environ 710 ± 40 parsecs ou 2 300 années-lumière dans la constellation de la Vierge. Il s'agit donc d'une planète de pulsar.

## Caractéristiques
Phobétor orbite en 98,2 jours à 0,46 UA de Liche.
D'un peu moins de quatre fois la masse de la Terre (3,9 M⊕), c'est la troisième planète de ce système planétaire par demi-grand axe croissant. Ce système contient plusieurs planètes, dont PSR B1257+12 c (alias Poltergeist), un peu plus massive mais d'orbite voisine. Ces deux planètes exerçant l'une sur l'autre des perturbations gravitationnelles sensibles qui ont permis de préciser leurs paramètres orbitaux,.
| Planète                             | Masse (M⊕)    | Demi-grand axe (UA) | Période orbitale (d) | Excentricité    |
| ----------------------------------- | ------------- | ------------------- | -------------------- | --------------- |
|                                     |               |                     |                      |                 |
| PSR B1257+12 b                      | 0,020 ± 0,002 | 0,19                | 25,262 ± 0,003       | 0,00            |
| PSR B1257+12 c                      | 4,3 ± 0,2     | 0,36                | 66,5419 ± 0,0001     | 0,0186 ± 0,0002 |
| PSR B1257+12 d                      | 3,9 ± 0,2     | 0,46                | 98,2114 ± 0,0002     | 0,0252 ± 0,0002 |
| PSR B1257+12 e                      | 4 × 10-4      | 2,6                 | 1 250                | ?               |
|                                     |               |                     |                      |                 |
| Système planétaire de PSR B1257+12. |               |                     |                      |                 |

## Découverte
Phobetor et sa voisine Poltergeist sont découvertes en 1992 par Aleksander Wolszczan et Dale Frail grâce au radiotélescope d'Arecibo. Elles sont peut-être les premières planètes jamais détectées en dehors du Système solaire, par chronométrie radio utilisant les variations de fréquence de rotation d'un pulsar pour identifier les éventuels corps en rotation autour de lui.

## Formation
Plusieurs scénarios tentent d'expliquer la présence inattendue de planètes orbitant un pulsar, de fait, une étoile non seulement « morte » mais ayant fini sa vie en supernova dévastatrice.
Une des hypothèses envisage la formation de planètes de pulsar à partir de l'accrétion du disque de matière éjecté par la supernova. Des simulations numériques montrent que dans un tel scénario, seulement deux ou trois planètes peuvent se former très près du pulsar, soit environ 0,5 unité astronomique (UA) de celui-ci. Or, à 0,46 UA, Phobétor est la planète (confirmée) la plus éloignée de son étoile, le système planétaire dans lequel elle se trouve étant légèrement plus grand que l'orbite de Mercure,,.

## Désignation
En 2015, l'Union astronomique internationale (IAU) lance NameExoWorlds, une consultation publique qui propose de nommer dix-neuf systèmes planétaires (14 étoiles et 31 exoplanètes en orbite autour d'elles).
Dans ce cadre, PSR B1257+12 d est officiellement nommée Phobétor en décembre 2015. Le nom est inspiré d'un des trois dieux de la mythologie grecque personnifiant les rêves et les cauchemars. Or, sauf dans leurs rêves ou cauchemars les plus fous, les astronomes ne s'attendaient pas à trouver des planètes pouvant survivre à une supernova, ou se former à partir de ses restes : un processus de formation que l'on peut d'ailleurs qualifier de cauchemardesque,.